# Óscar Rico Lomas
 Óscar Rico Lomas (Elche,  15 december 1985) was een Spaanse voetballer (middenvelder).
Rico kreeg zijn jeugdopleiding bij Kelme CF, een jeugdploeg uit Elche.  Hij zou zijn opleiding verderzetten bij Atlético Madrid.
Zijn professionele carrière startte tijdens het seizoen 2002-2003 bij de B-ploeg van Levante UD, een ploeg  uit de Tercera División.  Zowel het eerste als het tweede seizoen zou de ploeg op de vierde plaats eindigen, wat telkens toegang tot de eindronde.  Tijdens de tweede eindronde werd de promotie naar de Segunda División B afgedwongen.
De speler zou echter in de Tercera División blijven nadat hij voor het seizoen 2004-2005 getekend had bij CD Logroñés.  De ploeg zou op een derde plaats eindigen, maar kon tijdens de eindronde de promotie niet afdwingen.
Dit was echter maar één jaar van uitstel aangezien de speler tijdens het seizoen 2005-2006 wel de overstap naar de Segunda División B zou maken door te tekenen bij UD Almansa.  Het was de eerste keer dat deze ploeg uit de regio Castilië-La Mancha op dit niveau zou spelen, maar een zeventiende plaats in de eindstand voldeed echter niet om het klassebehoud te verzekeren.
Daarom keerde hij bij de aanvang van het seizoen 2006-2007 naar Levante UD B, dat nog steeds in de Segunda División B speelde.  Tijdens de winterstop zou hij overstappen naar FC Cartagena.
Tijdens het seizoen 2007-2008 stapte hij over naar reeksgenoot Lorca Deportiva.  De ploeg had net een degradatie meegemaakt en werd elfde in de eindrangschikking.
Ook het daaropvolgende  seizoen 2008-2009 ondertekende hij een contract bij reeksgenoot Cultural Leonesa. De ploeg eindigde tweede, maar kon tijdens de eindronde de promotie niet afdwingen.
De twee daaropvolgende seizoenen zou hij spelen voor reeksgenoot Deportivo Alavés.  De ploeg eindigde respectievelijk vijfde en derde, waardoor ze zich tijdens het tweede seizoen konden plaatsen voor de eindronde.  De club slaagde er echter niet in om de promotie af te dwingen.
Tijdens het seizoen 2011-2012 zou hij de kleuren verdedigen van reeksgenoot Orihuela CF.  De ploeg kende zijn beste seizoen uit zijn geschiedenis met een tweede plaats in de eindrangschikking als gevolg.  Tijdens de eindronde konden ze echter de promotie niet bewerkstelligen.
Het daaropvolgende seizoen 2012-2013 keerde hij terug naar reeksgenoot FC Cartagena.  Met deze ploeg eindigde hij tweede en hij speelde zijn beste seizoen.  De ploeg kon echter de promotie niet afdwingen.
Deze prestaties werden opgemerkt door ploegen uit de Segunda División A.  Het net gepromoveerde CD Tenerife zette de speler voor het seizoen  2013-2014 onder contract.  Tijdens de winterstop stapte hij echter over naar Real Jaén.  Deze laatste ploeg kon echter het behoud niet bewerkstelligen.
Tijdens het seizoen 2014-2015 stapte hij daarom  over reeksgenoot UE Llagostera, dat net de promotie afgedwongen had.  De ploeg zou tijdens haar eerste seizoen in de Segunda División A een mooie negende plaats afdwingen.
Het daaropvolgende seizoen 2015-2016 zette hij een stapje terug bij CF Reus Deportiu.  De ploeg werd kampioen en dwong tijdens de eindronde de promotie naar de Segunda División A af.
De speler werd echter niet weerhouden voor het nieuwe project en zo keerde hij voor de tweede maal terug bij FC Cartagena, een ploeg uit de Segunda División B.  Daar komt hij zijn gewezen ploegmaat en vriend Fernando tegen.  Deze laatste periode bij de ploeg uit de havenstad was echter veel minder succesvol, waardoor op 31 januari 2017 het contract in onderlinge toestemming ontbonden werd.  Dezelfde dag vond hij onderdak bij reeksgenoot Mérida AD.
Vanaf seizoen 2017-2018 speelde hij voor reeksgenoot Club Deportivo Atlético Baleares.  Hij zou geen echte basisplaats kunnen afdwingen en daarom stapte hij begin december 2017 reeds over naar reeksgenoot  FC Jumilla.  Dit kwam op vraag van José Francisco Grao García, die de speler nog kende van zijn tijd bij FC Cartagena.  Dankzij o.a. zijn prestaties kon de ploeg zich redden. Daarom werd zijn contract verlengd voor het seizoen 2018-2019.  De ploeg zou op zestiende plaats eindigen, wat inhield dat ze de eindronde voor het behoud moesten spelen.  Daarin werd verloren van Real Unión, wat de degradatie inhield.
De speler volgde tijdens het seizoen 2019-2020 de ploeg uit Jumilla niet, maar ging zelf aan de slag bij een ploeg uit de Tercera División, CF Intercity Sant Joan d'Alacant.  Hij zou zijn laatste seizoen zijn.